# Эр (Арденны)
Эр (фр. Aire) — коммуна во Франции, находится в регионе Гранд-Эст. Департамент коммуны — Арденны. Входит в состав кантона Асфельд. Округ коммуны — Ретель.
Код INSEE коммуны — 08004.
Коммуна расположена приблизительно в 150 км к северо-востоку от Парижа, в 65 км севернее Шалон-ан-Шампани, в 55 км к юго-западу от Шарлевиль-Мезьера.

## Население
Население коммуны на 2008 год составляло 224 человека.
| 1962 | 1968 | 1975 | 1982 | 1990 | 1999 | 2008 |
| ---- | ---- | ---- | ---- | ---- | ---- | ---- |
| 177  | 182  | 180  | 160  | 163  | 205  | 224  |

## Администрация
| Период | Период | Фамилия      | Партия       | Должность |
| ------ | ------ | ------------ | ------------ | --------- |
| 1983   | 2001   | Мишель Анри  |              |           |
| 2001   | 2003   | Клод Жилле   |              |           |
| 2003   |        | Изабель Анри | беспартийная |           |

## Экономика
Основу экономики составляют сельское хозяйство и животноводство.
В 2007 году среди 142 человек в трудоспособном возрасте (15—64 лет) 112 были экономически активными, 30 — неактивными (показатель активности — 78,9 %, в 1999 году было 72,8 %). Из 112 активных работали 102 человека (57 мужчин и 45 женщин), безработных было 10 (3 мужчин и 7 женщин). Среди 30 неактивных 17 человек были учениками или студентами, 6 — пенсионерами, 7 были неактивными по другим причинам.

## Фотогалерея

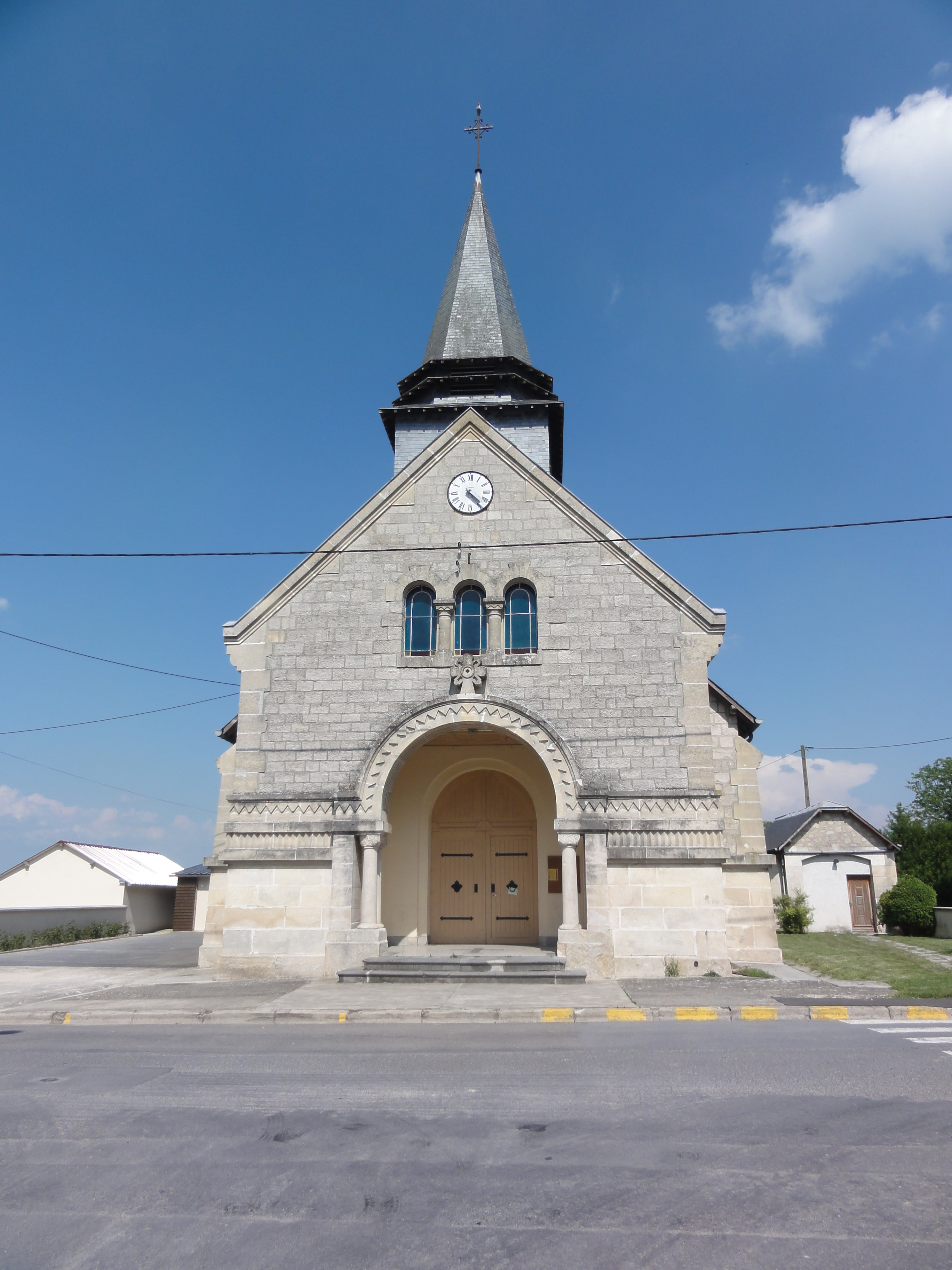
Церковь
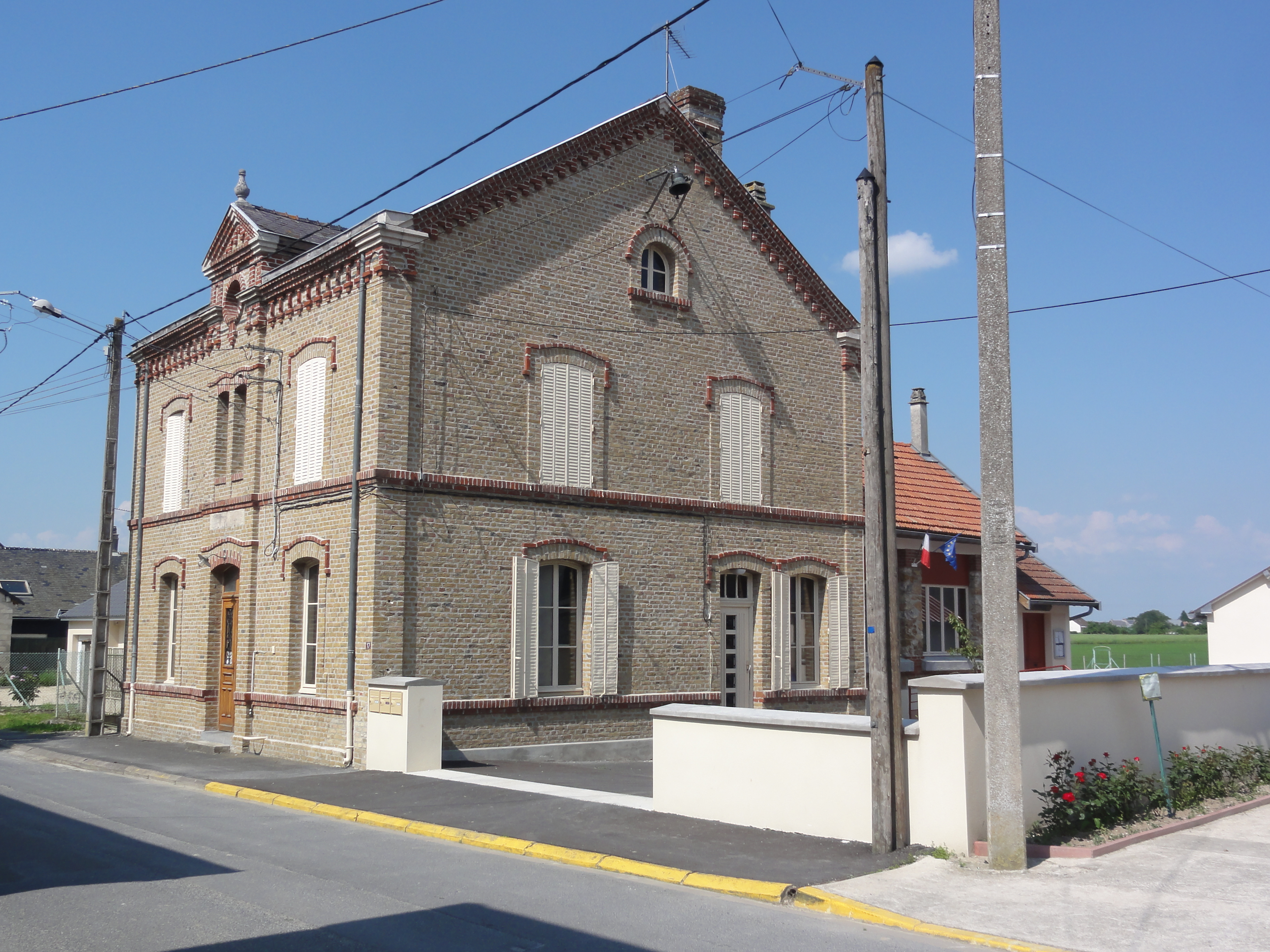
Мэрия
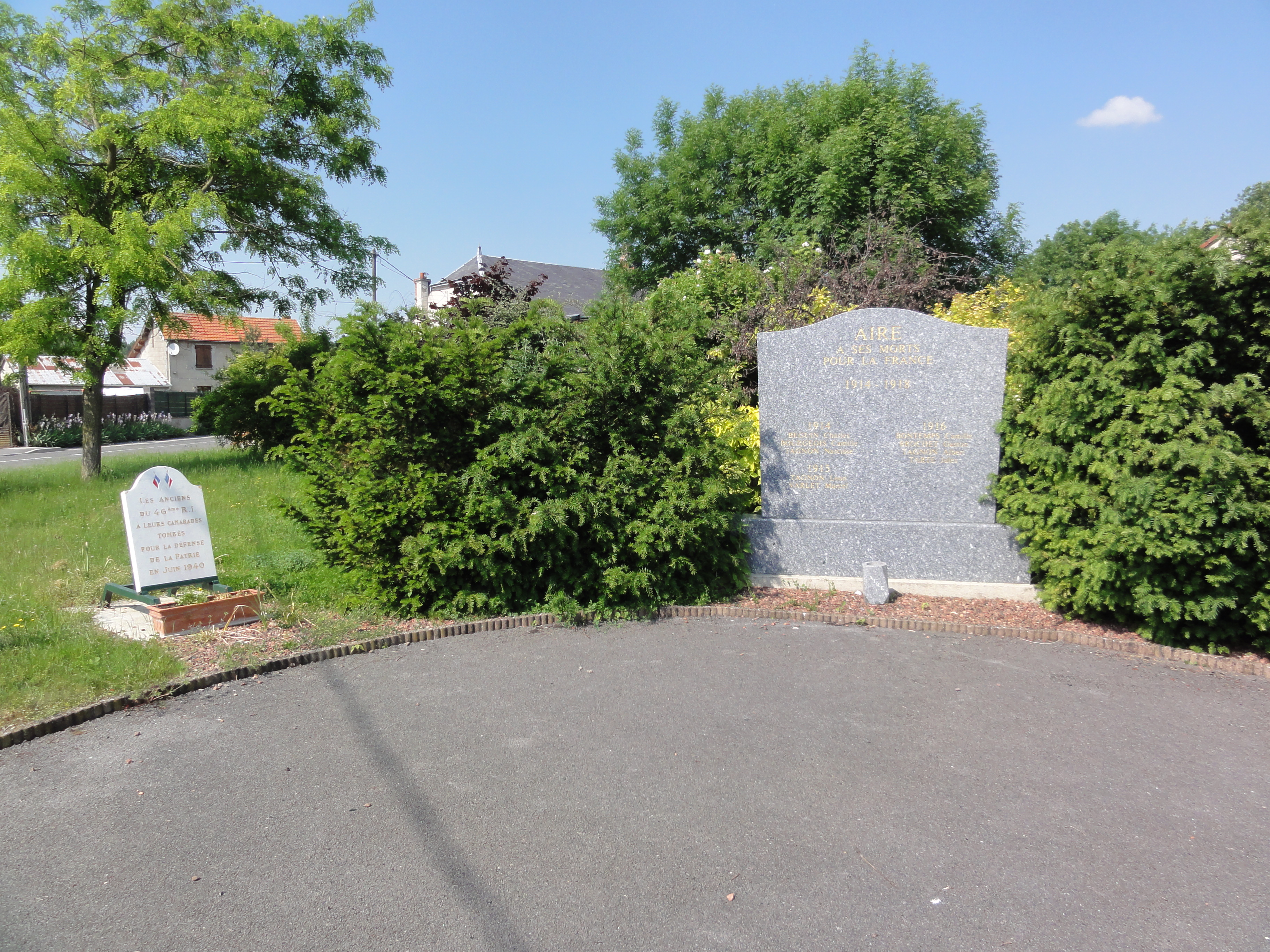
Памятник жителям, погибшим в Первой мировой войне
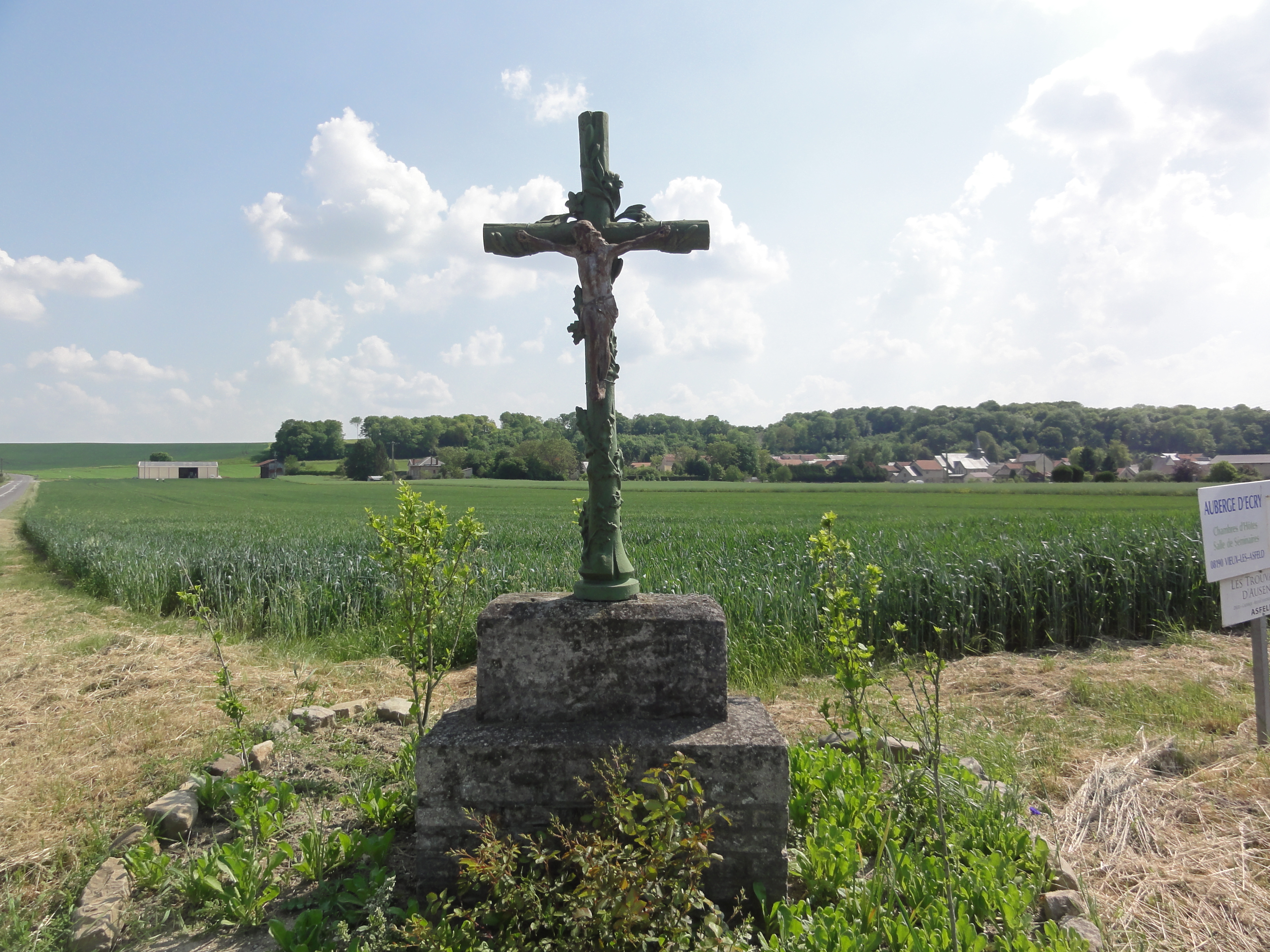
Придорожный крест